# Giuseppe Pietri
Giuseppe Pietri, né le 6 mai 1886 à Sant’Ilario, Campo nell'Elba et mort le 11 août 1946 à Milan) est un compositeur italien, spécialisé dans le genre de l’opérette.

## Biographie
Giuseppe Pietri a étudié la composition avec Gaetano Coronato, l’harmonie et le contrepoint avec Amintore Galli au conservatoire Giuseppe Verdi de Milan, grâce à Oreste del Buono qui lui permit de s’inscrire après l’avoir entendu jouer lors d’un concert à Portoferraio. Joseph a toujours joué l'orgue de l'église de sa ville natale (Sant'Ilario in Campo). Il fait ses débuts à l'âge de vingt ans avec une musique de scène : Calendimaggio, drame en un acte, suivie d'une fable musicale : Flemmerlandia. Parmi ses premières œuvres, on trouve un opéra inachevé et une opérette qui obtient un certain succès Addio giovinezza! (1915).
Il compose des opéras dans la tradition vériste, mais c'est grâce à ses opérettes qu'il obtient un succès populaire. Il a développé un style italien indépendant pour l'opérette. La plus célèbre est L'acqua cheta, dont la première a lieu à Rome en 1920. Le texte est tiré d'une pièce de 1908 en dialecte toscan d'Augusto Novelli, une comédie romantique sur la petite bourgeoisie florentine. Rompicollo a été créé en 1928 à Milan, et a été traduit en allemand sous le titre Das große Rennen (La grande course).
Des extraits de l'une de ses œuvres, l'opéra Maristella, ont été souvent enregistrés et continueront à l'être sur CD. L'aria Io conosco un giardino est très populaire auprès des ténors, et a été fréquemment enregistrés notamment par Giuseppe di Stefano, Luciano Pavarotti, Beniamino Gigli, Joseph Calleja, José Carreras et, plus récemment, Rolando Villazón.

## Œuvres

### Opéras
- Calendimaggio, livret de Pietro Gori, Florence, 1910.
- Ruy Blas, d’après Victor Hugo, Bologne, 1916.
- Maristella, Naples, 1930.
- Rondine bionda, Livourne, 1937.
- La canzone di San Giovanni, San Remo, 1939.

### Opérettes
- In Flemmerland, livret de Antonio Rubino, Teatro Fossati, Milan, 1913.
- Addio giovinezza!, livret de Sandro Camasio et Nino Oxilia, Teatro Goldoni, Livourne, 1915.
- La modella, livret de Antonio Lega et Alfredo Testoni, Teatro Quirino, Rome, 1917.
- Lucciola, livret de Carlo Veneziani, Teatro Leopoldo, Livourne, 1918.
- Acqua cheta, livret d'Augusto Novelli et Angelo Nessi, Teatro Drammatico Nazionale, Rome, 1920.
- L'ascensione, livret de Augusto Novelli, Teatro della Pergola, Florence, 1922.
- Guarda, guarda la mostarda!, livret de Giovanni Antonio Colonna di Cesarò, Teatro dei Piccoli, Rome, 1923.
- La donna perduta, livret de Guglielmo Zorzi et Guglielmo Giannini, Teatro Adriano, Rome, 1923.
- Quartetto vagabondo, livret de Enrico Serretta, Teatro Eliseo, Rome, 1924.
- Namba Zaim, livret de Carlo Veneziani, Teatro Lirico, Milan, 1926.
- Primarosa, livret de Carlo Lombardo et Renato Simoni, Teatro Lirico, Milan, 1926.
- Tuffolina, livret de Augusto Novelli, Politeama, Gênes, 1927.
- Rompicollo, livret de Luigi Bonelli et Ferdinando Paolieri, Teatro Dal Verme, Milan, 1928.
- L'isola verde, livret de Carlo Lombardo, Teatro Lirico, Milan, 1929.
- Casa mia, casa mia …, livret d'Augusto Novelli et Angelo Nessi, Teatro Quirino, Rome, 1930.
- Gioconda Zappaterra, livret de Giulio Bucciolini, Teatro Alfieri, Florence, 1930.
- La dote di Jeannette, livret de Arturo Rossato, Teatro Principe, Rome, 1931.
- Vent'anni, livret de Luigi Bonelli, Teatro Quirino, Rome, 1932.